# Цавтат (сторожевой катер)
OB-03 Cavtat (до 1991 года PČ-180 Cer, с 1991 по 2009 годы имел индекс OB-63) — югославский и хорватский сторожевой катер типа «Мирна», состоящий на вооружении с 1984 года. Входит в Береговую охрану Хорватии.